# Unciola crassipes
Unciola crassipes is een vlokreeftensoort uit de familie van de Unciolidae. De wetenschappelijke naam van de soort is voor het eerst geldig gepubliceerd in 1887 door Hansen.